# Datas Hypothese
Datas Hypothese (Originaltitel: The Quality of Life) ist die neunte Folge der sechsten Staffel der US-amerikanischen Science-Fiction-Fernsehserie Raumschiff Enterprise – Das nächste Jahrhundert. Sie wurde in den Vereinigten Staaten über Syndication vermarktet und erstmals am 7. November 1992 auf verschiedenen Fernsehsendern ausgestrahlt. In Deutschland war sie zum ersten Mal am 27. Mai 1994 in einer synchronisierten Fassung auf Sat.1 zu sehen.

## Handlung
Im Jahr 2369 bei Sternzeit 46307.2 fliegt die Enterprise nach Tyrus VIIA, um eine im Orbit des Planeten kreisende Partikelquelle zu inspizieren, die eine völlig neuartige Bergbautechnologie darstellt. Die Einrichtung hat allerdings mit einigen technischen Schwierigkeiten zu kämpfen. Während des Besuchs von Chefingenieur La Forge kommt es zu einer Fehlfunktion an einer nur schwer zugänglichen Stelle. Die Projektleiterin Dr. Farallon hat jedoch eine Lösung parat: Sie hat einige kleine Reparatur-Roboter entwickelt, die sie Exocomps nennt. Einem von ihnen gelingt es leicht, an die betroffene Stelle vorzudringen und den Schaden zu beheben.
La Forge kehrt mit Dr. Farallon und einem Exocomp auf die Enterprise zurück, wo sie sich mit dem zweiten Offizier, dem Androiden Data, treffen. Dr. Farallon ist fasziniert von ihm und Data wiederum von den Exocomps. Dr. Farallon erklärt ihm die Funktionsweise ihrer Erfindung: Die Exocomps sind in der Lage, für jede Reparatur das jeweils passende Werkzeug zu replizieren und aus ihren bisherigen Einsätzen zu lernen. Sie erweisen sich als vielversprechend und mit ihrer Hilfe gelingt es, viel verlorene Zeit wieder einzuholen. Bei einem Einsatz kommt es jedoch zu einem unerwarteten Vorfall: Einer der Exocomps weigert sich, Dr. Farallons Befehl auszuführen, eine Plasmaleitung zu reparieren. Er macht ihre Fernsteuerung unbrauchbar, bringt sich selbst in Sicherheit und kurz darauf explodiert die Leitung.
Der Exocomp wird zur Analyse auf die Enterprise gebracht. Data und La Forge stellen fest, dass er seine eigene Schnittstelle zur Fernsteuerung überlastet hat und dass die Zahl der Nervenbahnen in seinem künstlichen Gehirn erheblich zugenommen hat. Dr. Farallon hat vergleichbares schon früher erlebt. Die Exocomps wurden dadurch unbrauchbar und mussten vollständig neu programmiert werden. Eine weitere Analyse von Data ergibt, dass der Exocomp seine selbst zugefügten Schäden inzwischen repariert hat und wieder voll einsatzfähig ist. Data vermutet, dass der Exocomp die nahende Explosion irgendwie vorausgesehen und aus Selbstschutz die Reparatur verweigert hat. Daraus ergibt sich die Frage, ob er als lebendiges Wesen zu betrachten ist. Data bespricht dies mit Schiffsärztin Beverly Crusher, die sich schwer damit tut, Leben zu definieren, ihm aber versichert, dass der Selbsterhaltungstrieb ein wesentliches Merkmal ist.
Data informiert Dr. Farallon und die Führungsoffiziere der Enterprise über seine Vermutung, dass die Exocomps lebendig sind. Er bittet darum, seine Hypothese testen zu dürfen und die Exocomps so lange nicht auf der Partikelquelle einzusetzen. Dr. Farallon hält nichts von Datas Vermutung, doch Captain Picard gestattet ihm einen Test. Auf der Enterprise stellt Data den Vorfall auf der Partikelquelle nach und simuliert die bevorstehende Explosion einer Plasmaleitung, die der Exocomp reparieren soll. Dieses Mal bringt er sich jedoch nicht in Sicherheit, sondern führt die Reparatur nach kurzem Zögern aus. Datas Hypothese scheint damit widerlegt zu sein. Er wiederholt den Test noch mehrmals und das Ergebnis ist immer das gleiche. Beim letzten Test erhält er jedoch Besuch von Dr. Crusher und vergisst dadurch, dem Exocomp den Befehl zur Rückkehr zu geben. Er kommt schließlich selbstständig zurück, aber mit einem anderen Werkzeug. Data stellt fest, dass er nicht nur, wie bei den vorangegangenen Tests, die Leitung repariert, sondern jetzt auch das Signal für die simulierte Überlastung abgestellt hat. Offenbar war er sich die ganze Zeit bewusst, dass er sich nur in einem Testszenario befindet.
Auf der Partikelquelle kommt es während des Besuchs von Captain Picard zu einem schwerwiegenden Unfall, als durch eine Fluktuation des Partikelstrahls radioaktive Strahlung freigesetzt wird. Die meisten Mitarbeiter können auf die Enterprise evakuiert werden. Einer bleibt jedoch zurück und wird kurz darauf bei einer Explosion getötet. Picard und La Forge versuchen vergeblich, ihn zu retten. Dadurch sitzen sie nun selbst in der Falle, denn die Strahlung ist mittlerweile so hoch, dass sie nicht mehr zurück aufs Schiff gebeamt werden können. Durch ein Kraftfeld schützt La Forge sich und Picard vor der Strahlung, doch es wird nur 22 Minuten halten.
Auf der Enterprise werden mögliche Rettungspläne diskutiert. Dr. Farallon schlägt vor, die Exocomps direkt in den Partikelstrahl zu beamen. Eine kleine Modifikation ihrer Energiezellen würde sie zur Explosion bringen und den Strahl unterbrechen. Data will die Exocomps nicht in den Tod schicken, doch es scheint keine Alternative zu geben, die sich in der verfügbaren Zeit umsetzen lässt, daher gestattet der erste Offizier Will Riker den Plan. Als die Exocomps schließlich in den Strahl gebeamt werden sollen, funktioniert plötzlich der Transporter nicht mehr. Data gibt sofort zu, dass er ihn gesperrt hat. Er weigert sich, die Kontrollen freizugeben, denn er hält es für falsch, ein Lebewesen zu opfern, um ein anderes zu retten. Er selbst wäre bereit, sein Leben für die Rettung von Picard und La Forge zu riskieren, denn er könnte aus freien Stücken darüber entscheiden. Riker macht den Vorschlag, die Exocomps einfach zu fragen, ob sie mit ihrer Mission einverstanden sind. Hierzu werden ihnen die Missionsdaten übermittelt. Die Exocomps scheinen einverstanden, denn sie trennen die Verbindung nicht. Sie führen die Mission allerdings auch nicht so aus, wie vorgesehen. Statt zu explodieren, absorbieren sie den Partikelstrahl. Seine Frequenz wird dadurch so weit geändert, dass es möglich wird, Picard und La Forge auf die Enterprise zu beamen. Als sie gerettet sind, sollen auch die Exocomps zurückgeholt werden, doch das klappt nur bei zwei von ihnen. Um das Beamen zu ermöglichen, muss der dritte Exocomp den Partikelstrahl weiter absorbieren und sich damit selbst opfern.
Dr. Farallon hat durch diesen Vorfall ihre Meinung über die Exocomps geändert. Sie betrachtet sie jetzt ebenfalls als lebende Wesen und will sie fortan entsprechend behandeln. Picard verspricht ihr, die Partikelquelle in einigen Jahren noch einmal zu inspizieren.

## Verbindungen zu anderen Star-Trek-Produktionen
Data nimmt in einem Gespräch mit Picard Bezug auf die Geschehnisse in Folge 2.09 Wem gehört Data? von 1989, in der Picard bei einer Verhandlung Datas Rechte als fühlendes Lebewesen verteidigt hatte.
Die Exocomps wurden in der animierten Serie Star Trek: Lower Decks wieder aufgegriffen. In Folge 1.10 (Keine kleinen Rollen) von 2020, die im Jahr 2380 spielt, haben sie sich so sehr weiterentwickelt, dass sie inzwischen als intelligente, fühlende Wesen anerkannt sind. Ein Exocomp, der sich selbst den Namen Erdnuss-Snackbox (im englischen Original Peanut Hamper) gibt, absolviert die Sternenflottenakademie und wird kurzzeitig Besatzungsmitglied der USS Cerritos, erweist sich jedoch als unzuverlässig. Erdnuss-Snackbox trat danach noch in zwei weiteren Folgen auf.

## Produktion

### Drehbuch
Die Folge geht zurück auf einen Drehbuchentwurf von LJ Scott, in dem Schaltflächen und Haushaltsgegenstände ein Bewusstsein entwickeln. Naren Shankar griff diese Grundidee wieder auf und entwickelte daraus die Geschichte um die Exocomps. Die zentrale Frage für Shankar war, ab wann man etwas als Lebewesen definieren kann, und er machte dies am Vorhandensein eines Überlebensinstinkts fest. Im Nachhinein empfand er einige Argumente, die er für Data schrieb, allerdings als recht schwach, denn sie ließen sich nicht nur auf intelligente Lebewesen, sondern auch auf Bakterien anwenden. Weiterhin befürchtete er, dass die Geschichte als eine Befürwortung der Anti-Abtreibungs-Bewegung verstanden werden könnte.

### Maske und Kostüme
Dies ist eine von nur drei Folgen der Serie Raumschiff Enterprise – Das nächste Jahrhundert, in denen Geordi La Forge (LeVar Burton) mit Bart zu sehen ist. Burton trug erstmals in Folge 5.17 (Verbotene Liebe) auf eigenen Wunsch einen Bart. Dem Produktionsteam gefiel die Figur La Forge allerdings glattrasiert besser. Da Burton bei seiner bevorstehenden Hochzeit unbedingt einen Bart tragen wollte, wurde ihm bei der Produktion der beiden Folgen 6.08 und 6.09 (Eine Handvoll Datas und Datas Hypothese) gestattet, La Forge noch einmal bärtig darzustellen. Er war danach erst wieder in zwei Spielfilmen und der Serie Star Trek: Picard mit Bart zu sehen.

### Requisiten
Die Exocomps wurden von Rick Sternbach entworfen. Aus Budgetgründen wurden nur zwei Exemplare gefertigt. Szenen, in denen drei Exocomps zu sehen sind, wurden nachbearbeitet. Teile der Exocomp-Modelle wurden später in einer Folge von Star Trek: Raumschiff Voyager und in zwei Folgen von Star Trek: Enterprise wiederverwendet.

## Rezeption
Alex Knapp listete Datas Hypothese 2011 in Forbes als eine der zehn besten Folgen im ganzen Star-Trek-Franchise auf, die sich mit den Themen Künstliche Intelligenz, technologische Singularität, Transhumanismus und Post-Knappheits-Gesellschaft befassen.
Keith DeCandido bewertete Datas Hypothese 2012 auf tor.com als eine eher schlechte Folge von Raumschiff Enterprise – Das nächste Jahrhundert. Er kritisierte, dass hier die falsche Frage behandelt würde. Data versucht herauszufinden, ob die Exocomps leben, doch, wie er selbst sagt, auch ein Virus lebt. Die richtige Frage wäre gewesen, ob die Exocomps empfindungsfähige Lebewesen sind – und dieser Frage geht Data letztlich nicht nach. DeCandido kritisierte weiterhin, dass die Handlung zu sehr „Malen nach Zahlen“ sei. Die Partikelquelle habe keine andere Funktion, als die Existenz der Exocomps zu rechtfertigen, und Dr. Farallon sei zu sehr auf die Rolle von Datas Gegenspielerin reduziert.